# Іродіон (фортеця)
Іродіо́н (івр. הרודיון, араб. هيروديون) — стародавня фортеця біля селища Текоа (Юдейська пустеля, територія, що перебуває під контролем Ізраїлю в Юдеї). Національний парк Іродіон розташований за 15 км на південь від Єрусалима та за 5 км на південний схід від Вифлеєма, неподалік від стародавніх шляхів, що ведуть до Мертвого моря. Одна з відомих будівель Ірода Великого та ймовірне місце його поховання, а також єдиний топонім у світі, що носить його ім'я.

## Історія

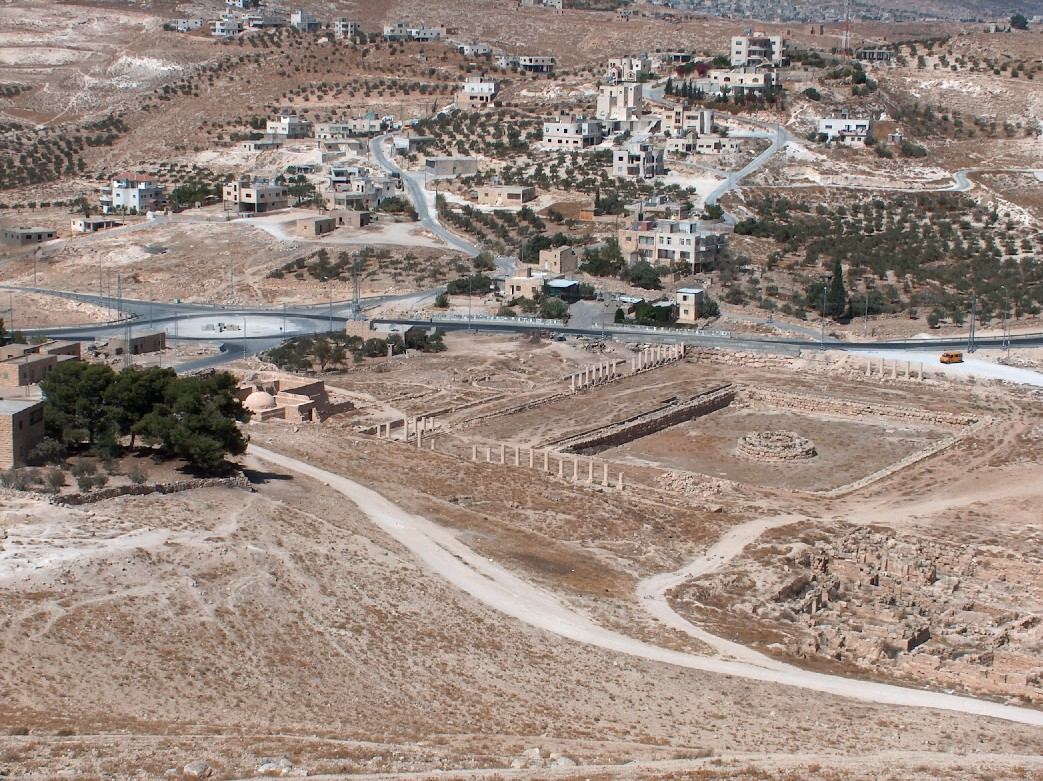
Нижній Іродіон

Фортеця була зведена у 23—20 роках до нашої ери на тому місці, де Ірод, тоді ще претендент на престол, виграв битву у війська Антигона, який змусив його утекти з Єрусалима. Фортеця розміщувалась на насипній горі, схожій на вулкан, і складалась з двох частин: верхнього та нижнього Іродіона. На момент завершення будівництва висота споруди становила 7-8 поверхів сучасної будівлі.
На вершині штучної гори розташовувався палац (верхній Іродіон), а біля її підніжжя розміщувався палацовий корпус для наближених осіб, басейн, терма.
Ірод пишався своїм творінням, хоч бував там нечасто, віддаючи перевагу Кесарії.
Після повалення сина Ірода Архелая (6 рік н. е.) фортеця перейшла до римських намісників, а 66 року — до євреїв під час великого повстання проти римлян. Повстанці спорудили в Іродіоні синагогу та басейни для ритуального омивання, однак прожили там лише 4 роки, оскільки фортецю захопили римляни.
До 132—135 років Іродіон був закинутий, поки його не зайняли учасники повстання Бар-Кохби. Заколот був придушений, а фортеця знову закинута до візантійського періоду (V—VII століття), коли на руїнах оселилась велика громада візантійських ченців-відлюдників, які збудували там три церкви з каменю стародавніх споруд.
Згодом з того ж каменю будувались вже арабські будинки. Після арабського завоювання у VII столітті місце знову залишили до тих пір, поки в його околицях не оселились бедуїни, які одружувались з біженками-арабками.
Нині Іродіон є археологічним об'єктом, куди регулярно організовуються туристичні екскурсії низкою організацій.

## Археологічні розкопки
Цім же ім'ям він назвав подібний до склепіння пагорб у 60 стадіях від Єрусалиму, зроблений руками людини і прикрашений розкішними спорудами; горішню частину цього пагорба він обвів круглими вежами, а замкнену у середині площу він забудував настільки величними палацами, що не тільки середина їх, але і зовнішні стіни, зубці і дахи відрізнялись неймовірно багатими прикрасами. ...Двісті сліпуче білих мармурових сходинок вели угору до замку, тому що пагорб був доволі високим і цілком складав витвір рук людини. У підошви його Ірод збудував інші споруди для зберігання начиння і для прийому друзів. Достаток у всьому придав замку вид міста, а зайнятий нім простір — вид царського палацу.

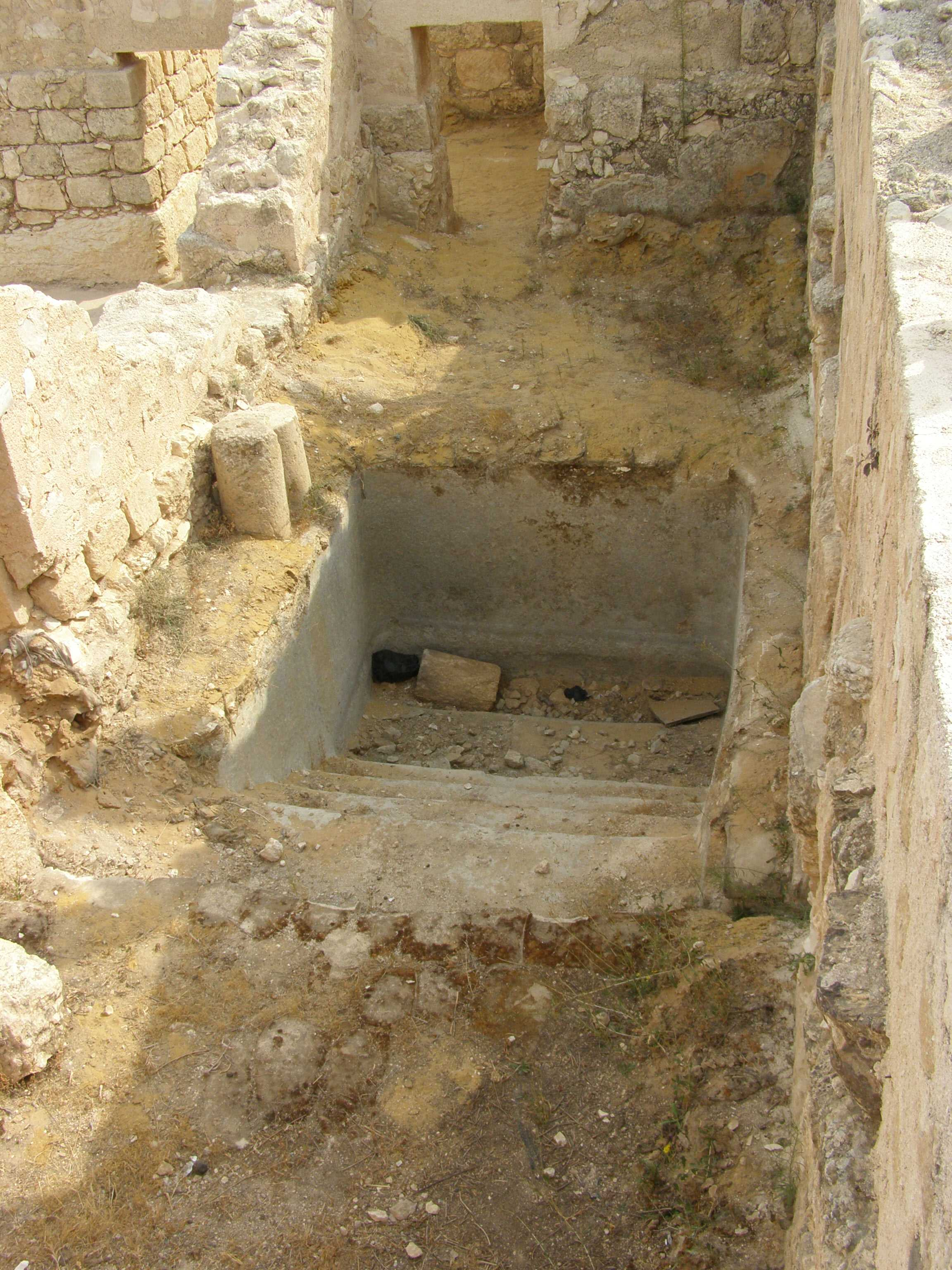
Лазневий комплекс нижнього Іродіона

Вперше розкопки у верхньому Іродіоні були організовані у 1962—1967 роках єрусалимськими ченцями-францисканцями під керівництвом В. Корбо. Жодних сенсаційних знахідок вони не зробили, або ж не вважали за потрібне їх оприлюднити.
Пізніше розкопки у нижньому Іродіоні проводив археолог Ехуд Нецер від 1972 до 1988 року під егідою Єврейського університету. За той час була виявлена система таємних фортифікацій періоду повстання Бар-Кохби з тунелями й лазами для раптових атак. Також археологи розкопали рештки центральної споруди Іродіона — круглої будівлі з вежами, лазню. Були розкопані підземні резервуари для води.
Від лютого 1997 року розкопки на Іродіоні відновились. Їх знову очолив Ехуд Нецер. Він прямо визначив мету експедиції — пошуки могили Ірода Великого. Розкопки тривали 10 років, та, зрештою, 2007 року археолог повідомив громадськості про виявлення могили царя Ірода. Загалом Нецер шукав ту могилу упродовж 35 років. Археологи, втім, не виявили в могилі ані написів, ані золотої корони, скіпетру й коштовностей, що були покладені до саркофагу під час поховання. Були знайдені кам'яні уламки трьох саркофагів і розрізнені нечисленні людські рештки.
25 жовтня 2010 року, під час робочого візиту на Іродіон, професор Ехуд Нецер зазнав важких поранень у результаті падіння в районі театру, та, за три дні, помер від отриманих в результаті нещасного випадку травм.
Експедиція на Іродіоні триває дотепер. В результаті робіт був розкопаний вхід у палац, триває реставрація театру та фресок.